# Granges-sur-Lot
Granges-sur-Lot är en kommun i departementet Lot-et-Garonne i regionen Nouvelle-Aquitaine i sydvästra Frankrike. Kommunen ligger i kantonen Prayssas som tillhör arrondissementet Agen. År 2022 hade Granges-sur-Lot 589 invånare.

## Befolkningsutveckling
Antalet invånare i kommunen Granges-sur-Lot
| Referens: INSEE |